# ماذا وراء بوابة الموت
كتاب ماذا وراء بوابة الموت هو كتاب من تأليف الدكتور مصطفى محمود يتحدث فيه عن عشرات من الأسئلة الأزلية التي ما زالت تلح على الأذهان دون !! !إجابات شافية.. مثل ما هو عذاب القبر..؟
!وهل الإنسان مخير أم مسير؟ !وما هي حقيقة النفس الإنسانية؟ وإذا كان الله يعرف حقيقة النفس وما سوف تفعله فلماذا يعذبها؟ وهل يمكن للمجتمع أن يغير من إنسان صالح إلى إنسان مجرم؟ وما هو الفرق بين عذاب القبر والعذاب بعد البعث؟ وما هي صورة الحياة والعذاب داخل الجنة والنار؟
أسئلة أزلية وعويصة.. استطاع د. مصطفى محمود في هذا الكتاب أن يجيب عليها إجابات حاسمة وقاطعة.

## مقتطفات من الكتاب
- كلي حياء منك يا رسول الله احسنت بالتبليغ عن ربك وما احسنا.. واحسنت النصح لامتك وما نصحنا.. وحملت كتابك بقوه وما حملنا.. وانتصرت للحق وما انتصرنا.. واكتفي بعضنا بلحيته وقال هي سنتك.. وقصر البعض جلبابه وقال هذا امرك.. واستسهلوا السهل وخانو الاهل واكتفوا من الدين بقشرته ومن الجهاد بسيرته.. وقعدوا وقعدنا معهم.. وركب اكتافنا الدون والسوقه ورعاع الناس وشذاذ الافاق وسفحوا دماءنا واستباحوا ارضنا وشتتوا شملنا كيف يعاقب الله عبيده علي ذنوب محدوده في الزمن بعقاب لا محدود ف الابد... الا ينافي ذلك الرحمة الالهيه.. نقول لهم إن الذنوب مع الإصرار لا تعود ذنوبا محدوده بل تصبح ذنوباً متأصله ملازمه لصاحبها لا ينفك عنها  الإنسان مخير فيما يعلمإلى مسير فيما لا يعلم أي أنه يزداد حريه كلما ازداد علما اختيارات الإنسان ف خواتيم حياته هي أكثر ما يدل عليه، لأنه مع بلوغ الإنسان مرحله الخواتيم يكون قد ترشح وتبلور جميع عناصر شخصيته وتكون قد انتهت ذبذبتها الي استقرار وتكون بوصله الاراده قد اشارت الي الطابع السائد لهذه الشخصية هناك مهمه ورساله وتكليف.. كلٌ منا ينزل الي الأرض وفي عنقه هذا التكليف.. ان يضيف طوبه جديده الي القلعة الحصينه التي بنتها الحياه لتتحصن فيها وتقود منها التاريخ وتَسوس الكون والطبيعة لصالحها ابك ما شئت من البكاء فلا شئ يستحق أن تبكيه لافقرك ولا فشلك ولا تخلفك ولا مرضك.. فكل هذا يمكن تداركهإلى اما الخطيئة التي تستحق أن تبكيها فهي خطيئه البعد عن ألهك حياتنا الدنيويه إذا ركنت الي الراحة والامن والسلام ترهلت وضعفت وانقرضت الذي يجعل من واقعنا الحال سبباً لليأس لا يفهم الدنيا ولا يفهم التاريخ أن الإنسان الذي خطا ربع مليون ميل ف الفضاء الي القمر عجز عن خطوه طولها امتار ليعاون زملاء يموتون جوعاً ف الهندواخرين يسحقهم الظلم ف القدس... وأمريكا تلتقي بروسيا علي سطح القمر وتعجز عن أن تلتقي بها ف مجلس الأمن على كل إنسان أن يعلن الثورة علي نفسه اولا وأن يعتقل شياطينه وأن يغير سلوكه وان يجعل من نفسه قدوة قبل أن يطالب الاخرين... وقد يطول المشوار ولكن سلامه الوصول اكيده اما التغيير التعسفي عن طريق قلب نظام الحكم قد يبدوا من النظرة الأولى أنه يقصر المشوار ويختصر التاريخ ولكن ما يحدث هو العكس أنه يطيل امد المحنه ويعطل التاريخ ويستبدل الظلم القديم بظلم جديد ولا يغير نفوساً ولكن يغير كراسي وبطاقات.
- “ومعرفة النفس هي أم المعارف وبداية الطريق لمعرفة الله”
- “ولو تأمل الناس في مصيرهم وفي حياتهم لآمن الكل، ولو تأملوا في دنياهم ومباهجها الفانية ولذاتها المحدودة والموت والأمراض والمعاطب والأوجاع التي تحف بها لما غرقوا فيها ولما استسلموا لدنياها وتفاهاتها. ولو تأملوا الموت لما تهالكوا على الحياة. ولو ذكروا الآخرة لفروا فرارا إلى جناب ربهم.”
- “فما سوى الله نار وما سوى الله ظلمة وما سوى الله قيد وسبحان الذي أسرى بعبده فلا سريان لنا إلا على جناحه ولا نفاذ من أقطار السموات والأرض إلا بسلطانه. ولا حرية إلا به ولا نور إلا بنوره. وهذا الاعتراف هو عين الإسلام. وهو عين شهادة أن لا إله إلا الله.”

## وصلات خارجية
- فيديو حلقات الدكتور مصطفى محمود.
- مدونة الدكتور مصطفى محمود.
- "كان نائماً في سكينة تامة لم يستيقظ منها": ابنة مصطفى محمود لـ"العربية.نت": العالم الكبير رحل في هدوء، العربية نت، 31 أكتوبر 2009.
- صفحة مصطفى محمود على موقع أبجد
- صفحة اقتباسات مصطفى محمود على موقع أبجد
- صفحة باسم الدكتور رائعة على الفيس بوك
- الفيلم الوثائقي العالم والايمان على اليوتيوب
- محمود تحميل كتب الدكتور مصطفى محمود كاملة pdf